# Ashley Mariani
Ashley Nichole Mariani (* 7. September 1994 in Arlington, Texas oder Dallas) 1 ist eine US-amerikanische Volleyballspielerin.

## Karriere
Malloy begann ihre Karriere an der Arlington High School. Von 2013 bis 2014 studierte sie an der University of Tennessee und spielte im Universitätsteam. 2015 wechselte die Juniorennationalspielerin zur University of Iowa. 2017 wurde die Mittelblockerin vom deutschen Bundesligisten VfB 91 Suhl verpflichtet.